# Saison 18 d'American Dad!
Chronologie
Saison 17 Saison 19
La dix-huitième saison d'American Dad! est diffusée pour la première fois aux États-Unis sur la chaîne TBS entre le 19 avril 2021 et le 13 septembre 2021.

En France, elle a été diffusée pour la première fois à la télévision sur MCM.

## Épisodes
| №                                                                                                  | #  | Titre | Réalisation     | Scénario                     | Première diffusion | Code de prod. | Audience |
| -------------------------------------------------------------------------------------------------- | -- | --- | --------------- | ---------------------------- | ------------------ | ------------- | -------- |
| 301                                                                                                | 1  | Intelligence renforcée Who Smarted?                                                                                        | Shawn Murray    | Charles Suozzi               | 19 avril 2021      | FAJN01        | 0,56     |
| A la CIA, Jeff subit une procédure expérimentale visant à améliorer l'intelligence.                |    | |                 |                              |                    |               |          |
| 302                                                                                                | 2  | La Poupée russe Russian Doll                                                                                               | Josue Cervantes | Zack Rosenblatt              | 26 avril 2021      | FAJN02        | 0,60     |
| Stan s'entiche d'une poupée que la CIA veut utiliser pour espionner les Russes                     |    | |                 |                              |                    |               |          |
| 303                                                                                                | 3  | Stan déménage à Chicago Stan Moves to Chicago                                                                              | Shawn Murray    | Nic Wegener                  | 3 mai 2021         | FAJN03        | 0.62     |
| Stan déménage à Chicago pour sa carrière, et Steve et Hayley invitent Roger pour un soir.          |    | |                 |                              |                    |               |          |
| 304                                                                                                | 4  | Steve maître chanteur Shakedown Steve                                                                                      | Rodney Clouden  | Tim Saccardo                 | 10 mai 2021        | FAJN04        | 0.56     |
| Steve et Jeff tentent de fraterniser, et le reste de la famille fait un "Escape Game"              |    | |                 |                              |                    |               |          |
| 305                                                                                                | 5  | Klaus et Rogu dans "Vive les rochers instables!" Klaus and Rogu in "Thank God for Loose Rocks": An American Dad! Adventure | Jansen Yee      | Joe Chandler                 | 17 mai 2021        | FAJN05        | 0.46     |
| Lorsque la famille se rend dans un ranche, Klaus et Rogu doivent s'entraider pour survivre.        |    | |                 |                              |                    |               |          |
| 306                                                                                                | 6  | L'armoire fantastique The Wondercabinet                                                                                    | Joe Daniello    | Brett Cawley & Robert Maitia | 24 mai 2021        | FAJN06        | 0.48     |
| Steve panique sur son avenir, mais une émission de radio lui ordre une nouvelle vision de la vie   |    | |                 |                              |                    |               |          |
| 307                                                                                                | 7  | La petite Bonnie Ramirez Little Bonnie Ramirez                                                                             | Jennifer Graves | Parker Deay                  | 31 mai 2021        | FAJN07        | 0.48     |
| Roger emploie les grands moyens pour prouver à Francine qu'il a toujours du "mordant".             |    | |                 |                              |                    |               |          |
| 308                                                                                                | 8  | Danses avec mes cellules Dancin' A-With My Cell                                                                            | Tim Parsons     | Charles Suozzi               | 7 juin 2021        | FAJN08        | 0.46     |
| Stan tente une nouvelle approche avant-gardiste d'éducation parentale : la modification d'ADN.     |    | |                 |                              |                    |               |          |
| 309                                                                                                | 9  | Muse et méchants Mused and Abused                                                                                          | Chris Bennett   | Sam Brenner                  | 14 juin 2021       | FAJN09        | 0.60     |
| Roger révèle une passion secrète. Stan et Francine cherchent à se venger.                          |    | |                 |                              |                    |               |          |
| 310                                                                                                | 10 | Henderson | Shawn Murray    | Joel Hurwitz                 | 21 juin 2021       | FAJN11        | 0.63     |
| L'ami d'enfance imaginaire de Stan est de retour. Klaus a un rendez-vous galant.                   |    | |                 |                              |                    |               |          |
| 311                                                                                                | 11 | La surprise derrière Hot Scoomp                                                                                            | John O'Day      | Nicole Shabtai               | 28 juin 2021       | FAJN12        | 0.52     |
| Hayley cherche des conseils et trouve à la place une communauté de "derrières cools".              |    | |                 |                              |                    |               |          |
| 312                                                                                                | 12 | L'idiot du bois Lumberjerk                                                                                                 | Joe Daniello    | Paul Stroud                  | 5 juillet 2021     | FAJN14        | 0.60     |
| Stan est forcé de s'associer avec Jeff lors d'une compétition de bûcherons.                        |    | |                 |                              |                    |               |          |
| 313                                                                                                | 13 | Stan & Francine & Stan & Francine & Radika                                                                                 | Jennifer Graves | Steve Hely                   | 12 juillet 2021    | FAJN15        | 0.60     |
| Stan et Francine remontent le temps pour régler une dispute.                                       |    | |                 |                              |                    |               |          |
| 314                                                                                                | 14 | Oubliez, c'est lu Flush After Reading                                                                                      | Tim Parsons     | Laura Beason                 | 19 juillet 2021    | FAJN16        | 0.51     |
| Francine se réfugie dans la lecture après s'être sortie d'une situation embarrassante.             |    | |                 |                              |                    |               |          |
| 315                                                                                                | 15 | Mèche ou moumoute ? Comb Over : A Hair Piece                                                                               | Chris Bennett   | Brett Cawley & Robert Maitia | 26 juillet 2021    | FAJN17        | 0.55     |
| Stan décide enfin de remédier à sa calvitie secrète et demande de l'aide à Josay Bovay.            |    | |                 |                              |                    |               |          |
| 316                                                                                                | 16 | Récolte ce que tu sèmes Plot Heavy                                                                                         | Jansee Yee      | Soren Bowie                  | 2 août 2021        | FAJN013       | 0.42     |
| Lorsque Stan vend la concession familiale, la famille ouvre son propre cimetière dans le jardin.   |    | |                 |                              |                    |               |          |
| 317                                                                                                | 17 | Destin tragique The Sinister Fate!                                                                                         | Josue Cervantes | Jeff Kauffmann               | 9 août 2021        | FAJN18        | 0.50     |
| À cause d'une nouvelle amitié, Hayley s'inquiète de ressembler de plus en plus à Francine.         |    | |                 |                              |                    |               |          |
| 318                                                                                                | 18 | Les vampires solaires du Dr Sunderson Dr. Sunderson's SunSuckers                                                           | Shawn Murray    | Nic Whegener                 | 16 août 2021       | FAJN19        | 0.59     |
| Hayley et Jeff aident l'un des personnages de Roger à gérer une entreprise d'énergie solaire.      |    | |                 |                              |                    |               |          |
| 319                                                                                                | 19 | Un moment en famille Family Time                                                                                           | John O'Day      | Zack Rosenblatt              | 23 août 2021       | FAJN20        | 0.56     |
| Stan et sa famille sortent diner dans un restaurant avec buffet. Roger devient une fleur.          |    | |                 |                              |                    |               |          |
| 320                                                                                                | 20 | Pleurnicheur Cry Baby | Jansen Yee      | Joe Chandler                 | 30 août 2021       | FAJN21        | 0.52     |
| Stan se rend compte qu'il est incapable de pleurer et demande à Steve de lui apprendre l'empathie. |    | |                 |                              |                    |               |          |
| 321                                                                                                | 21 | Clair comme de l'eau de roche Crystal Clear                                                                                | Joe Daniello    | Parker Deay                  | 6 septembre 2021   | FAJN22        | 0.46     |
| Stan est dépassé en tentant d'impressionner le père de Toshi. Klaus et Jeff partent à la campagne. |    | |                 |                              |                    |               |          |
| 322                                                                                                | 22 | Steve savant fou Steve"s Franken Out                                                                                       | Josue Cervantes | Alisha Ketry                 | 13 septembre 2021  | FAJN10        | 0.37     |
| Lorsque le proviseur menace de dissoudre le club de science, Steve prend les choses en main.       |    | |                 |                              |                    |               |          |